# Onex (företag)
Onex Corporation är ett kanadensiskt multinationellt riskkapitalbolag tillika fondförvaltare som investerar i företag som verkar i branscherna för detaljhandel, finansiella tjänster, hälso- och sjukvård, industri, media, teknik, telekommunikation och tjänster. De förvaltade ett kapital på 25,8 miljarder amerikanska dollar för den 30 september 2019.
Företaget grundades 1984 av Gerry Schwartz, som tidigare hade arbetat bland annat för Bear Stearns i New York, New York i USA. Tre år senare blev Onex ett publikt aktiebolag och började handlas på Toronto Stock Exchange. I oktober 2016 köpte man detaljhandelskedjan Save-A-Lot för 1,4 miljarder amerikanska dollar.
För 2018 hade de en omsättning på nästan 23,8 miljarder amerikanska dollar och en personalstyrka på 157 000 anställda. Onex har sitt huvudkontor i Toronto i Ontario.

## Närvaro
De har närvaro på följande platser:
| - Englewood Cliffs, New Jersey, USA - London, England, Storbritannien | - New York, New York, USA - Toronto, Ontario, Kanada |